# 中点三角形

三角形とその中点三角形（赤い辺のものが中点三角形）

中点三角形（ちゅうてんさんかくけい、英:medial triangle, midpoint triangle）または補三角形、中三角形は、三角形の3辺の中点を頂点とする三角形である。

## 性質
中点三角形の3辺の長さは元の三角形の半分である。これは中点連結定理から容易に導かれる。これより、中点三角形と元の三角形は相似であり、その比は 1:2 であることが分かる。また、相似の中心は重心（2つの三角形の重心は一致する）である。
元の三角形に対する中点三角形のように、重心を中心に-1/2拡大した図形を、元の図形の「Complement」と言う。図形が点であるなら、そのComplementを補点という。以下の表もComplementの一例である。

### 元の三角形との対応関係
| 中点三角形             | 元の三角形             |
| ---------------------- | ---------------------- |
| 頂点                   | 辺の中点               |
| 重心                   | 重心                   |
| 内心                   | シュピーカー点         |
| 外心                   | 九点円の中心           |
| 垂心                   | 外心                   |
| ジェルゴンヌ点         | ミッテンプンクト       |
| ナーゲル点             | 内心                   |
| ド・ロンシャン点       | 垂心                   |
| 第三ブロカール点       | ブロカール中点         |
| オイラー線             | オイラー線             |
| 外接円                 | 九点円                 |
| 内接円                 | シュピーカー円         |
| シュタイナーの外接楕円 | シュタイナーの内接楕円 |

## 座標
重心座標系で、中点三角形は以下の式で表される。
{\displaystyle {\begin{bmatrix}0&1&1\\1&0&1\\1&1&0\\\end{bmatrix}}}

## 逆補三角形
逆補三角形（Anticomplementary triangle）または反中点三角形とは三角形ABCを中点三角形とする三角形である。元の三角形、中点三角形と相似である。英名の「Anticomplementary」は、逆補三角形の頂点が元の三角形のAnticomplement、重心を中心に-2倍に拡大した点（逆補点）であること（2:1の反転）に由来する。
逆補三角形は重心座標で以下の式で表される。
{\displaystyle {\begin{bmatrix}-1&1&1\\1&-1&1\\1&1&-1\\\end{bmatrix}}}